# Erik Håker
Erik Håker, född 3 april 1952 i Oppdal, är en norsk alpin skidåkare som under 1970-talet representerade Norge i världscupen och de olympiska vinterspelen. Håker tog 5 segrar i världscupen, fyra i storslalom och en i störtlopp. Den första världscup segern kom i storslalom i Val d'Isere 1971 och fram till segern 1974 i Fulpmes vann han ytterligare tre tävlingar i storslalom. Han kom två i storslalom i Val Gardena 1975 men tog därefter enbart pallplaceringar i störtlopp och den sista världscupsegern 1978 i Val Gardena.
Erik Håker deltog i tre olympiska vinterspel, Sapparo 1972,  Innsbruck 1976 och Lake Placid 1980. Håkers bästa placering kom 1972 då han slutade femma i störtlopp. Han ledde storslalomtävlingen 1972 efter det första åket, men körde ut i det andra åket. I sitt sista OS 1980 slutade han på 17 plats i störtlopp.
Erik Håker mottog Holmenkollmedaljen 1979 tillsammans med den sovjetiska längdskidåkaren Raisa Smetanina och Ingemar Stenmark.